# Rondeletia bicolor (cá)
Rondeletia bicolor là một loài cá dạng cá voi chỉ được biết đến từ phía đông Đại Tây Dương, nơi nó được tìm thấy ở độ sâu khoảng 3.003 mét (9,852 ft). Loài này phát triển đến chiều dài 11,2 cm (4,4 in).